# 川光物産
川光物産株式会社（かわみつぶっさん）は、穀粉類の製造・販売を行う企業。

## 歴史・概要
1681年（天和元年）に、河合弥次兵衛が下総国葛飾大根本村（現在の千葉県松戸市根本）で農業および米穀集荷業を始めたのが元である。
「玉三白玉粉」のブランドで知られるが、これは1921年に買収した日本白玉株式会社の創業者の玉屋三次郎がルーツである。
玉屋三次郎は、現在の東京都葛飾区亀有の新宿橋の近くで代々続き、江戸時代には将軍家にも納め、明治期以降は日本一と云われていた白玉粉の老舗・玉屋として知られていた 。
本拠地である関東地方では白玉粉の市場の約70%を占める最大手とされている。
1976年（昭和51年）9月2日には大洋漁業や島田屋本店、東洋水産、明星食品などが共に「包装飯協議会」を中心となって設立し、2004年（平成16年）月8日に開催された「全国片栗粉組合連合会」の設立総会で初代会長に当社副社長の根本寿夫が就任するなど業界活動にも取り組んでいる 。

## 製品
- 白玉粉、即席白玉、冷凍白玉

原料のもち米は日本産を使用する。千葉県産などのコシのある硬質米と、北海道産などの軟質米を配合。
- 上新粉、きな粉、片栗粉、コーンスターチ、寒天
- あん（ねりあん、つぶあん等）[7]
- 麦茶[8]
- 黒蜜、栗甘露煮
- いりぬか類（いりぬか、酵母入ぬかみそからし、野菜漬けの素）[9]

## 年表
- 1681年（天和元年） - 河合弥次兵衛が、嫡子である孫兵衛と共に下総国葛飾大根本村で農業並びに米穀集荷業を始める。
- 1887年（明治20年）1月 - 13代・川井光之助が米穀集荷業の他、精米業、酒類薪炭販売業を営む川光商店を設立[10] 。
- 1921年（大正10年） - 日本白玉株式会社を買収。
- 1942年（昭和17年） - 川光物産株式会社設立。
- 1956年（昭和31年） - 本社を東京都中央区日本橋に移転。
- 1957年（昭和32年） - 千葉県市川市に東光倉庫株式会社を設立。
- 1959年（昭和34年） - 千葉県米穀株式会社設立。
- 1969年（昭和44年） - 川光商事株式会社設立。
- 1970年（昭和45年） - 東光倉庫株式会社を、川光倉庫株式会社に社名変更。
- 1980年（昭和55年） - 松戸本社開設。